# 阿見町立阿見第一小学校
阿見町立阿見第一小学校（あみちょうりつあみだいいちしょうがっこう）は、茨城県稲敷郡阿見町にある公立小学校である。

## 概要
阿見町立阿見第一小学校は、1976年（昭和51年）に設置された。創立記念日は6月6日である。
敷地内は本校舎、グラウンド、体育館、プール、放課後児童クラブ専用施設で構成されている。

## 沿革
- 1976年（昭和51年）- 阿見町立阿見小学校からの分離独立校として発足[2]
- 1976年（昭和51年）- コンビネーション遊具完成
- 1977年（昭和52年）- 体育館落成[3]
- 1977年（昭和52年）- 校歌制定
- 1977年（昭和52年）- 第3期工事完了（西側12教室）[3]
- 1978年（昭和53年）- プール完成[3]
- 1979年（昭和54年）- 子ども自転車コンテスト6位入賞
- 1980年（昭和55年）- 全国学生顕微鏡観察コンクール文部科学大臣賞受賞
- 1982年（昭和57年）- 第27回ソニー教育財団教育助成優良校認定[4]
- 1982年（昭和57年）- 子ども自転車乗り方土浦地区大会3位入賞
- 1982年（昭和57年）- 県吹奏楽コンクール銅賞受賞
- 1982年（昭和57年）- 県マーチングバンドコンクール銀賞受賞
- 1983年（昭和58年）- 子ども自転車乗り方土浦地区大会3位入賞
- 1983年（昭和58年）- 県吹奏楽コンクール銀賞受賞
- 1983年（昭和58年）- 理科作品展学校賞受賞
- 1984年（昭和59年）- 子ども自転車乗り方土浦地区大会準優勝
- 1984年（昭和59年）- 県吹奏楽コンクール銅賞受賞
- 1984年（昭和59年）- 県マーチングバンドコンクール金賞受賞
- 1985年（昭和60年）- 子ども自転車乗り方土浦地区大会優勝
- 1985年（昭和60年）- 県マーチングバンドコンクール金賞受賞
- 1986年（昭和61年）- 創立10周年記念式典挙行
- 1987年（昭和62年）- 体育館電灯増設工事
- 1987年（昭和62年）- 校舎東側花壇作成
- 1988年（昭和63年）- 正門前PTA花壇作成
- 1990年（平成2年）- 町教育論文最優秀賞受賞
- 1990年（平成2年）- 校舎屋上修理工事
- 1990年（平成2年）- 体育館塗装工事
- 1990年（平成2年）- 「花と緑の環境美化コンクール」優秀賞受賞
- 1991年（平成3年）- 「花と緑の環境美化コンクール」優秀賞受賞
- 1992年（平成4年）- 県芸術祭金管バンド部優秀賞受賞
- 1993年（平成5年）- 町教育論文最優秀賞受賞
- 1994年（平成6年）- 校舎外壁再塗装工事[3]
- 1994年（平成6年）- 音楽室・図書室床張替工事
- 1995年（平成7年）- プレハブ図書室完成
- 1995年（平成7年）- 動物愛護実践校県獣医師会長賞受賞
- 1995年（平成7年）- 創立20周年記念式典挙行
- 1996年（平成8年）- 校庭・体育館用ワイヤレスマイク・アンプ工事
- 1997年（平成9年）- 「花と緑の環境美化コンクール」優良賞受賞
- 1998年（平成10年）- 校舎外トイレ設置工事
- 1999年（平成11年）- おやじクラブ発会式挙行
- 1999年（平成11年）- 視聴覚室改修・コンピュータ設置工事
- 1999年（平成11年）- 冷房空調設備付設工事
- 2000年（平成12年）- 保健室エアコン設置工事
- 2001年（平成13年）- 「第3回ジュニア発明展」子供の科学賞受賞[5]
- 2001年（平成13年）- 文部科学大臣表彰創意工夫育成功労学校賞受賞
- 2002年（平成14年）- 第47回ソニー教育財団教育助成努力校認定[4]
- 2002年（平成14年）- 校内LAN構築工事
- 2002年（平成14年）- ビオトープ造成
- 2004年（平成16年）- 第49回ソニー教育財団教育助成努力校認定[4]
- 2004年（平成16年）- ベランダ手摺交換工事
- 2005年（平成17年）- 公衆電話設置工事
- 2005年（平成17年）- 創立30周年記念式典挙行
- 2005年（平成17年）- 創立30周年記念誌「あゆみ ～今、そして未来へ～」発行
- 2006年（平成18年）- 「第30回『ごはん・お米とわたし』作文・図画コンクール」図画二部文部科学大臣賞受賞[6]
- 2006年（平成18年）- 「第5回『原子力の日』における簡易放射線測定器『はかるくん』コンクール」ジュニアレポーター部門文部科学大臣賞受賞[7]
- 2006年（平成18年）- AED設置
- 2007年（平成19年）- 東側1階廊下床張替工事
- 2009年（平成21年）- 防犯カメラ設置[3]
- 2009年（平成21年）- 児童クラブ新築工事
- 2010年（平成22年）- 配管改修工事・校舎屋上高架水槽撤去[3]
- 2012年（平成24年）- 「第10期三菱アジア子ども絵日記フェスタ2010-2011」優秀団体賞受賞[8]
- 2012年（平成24年）- JA茨城かすみ（現・JA水郷つくば）食育推進事業実施[9]
- 2013年（平成25年）- 校舎・体育館耐震補強工事[3]
- 2013年（平成25年）- 防災井戸設置
- 2014年（平成26年）- 「平成26年度歯と口の健康に関するポスターコンクール」小学校の部優秀賞受賞[10]
- 2014年（平成26年）- 「第5回大好きいばらきミドリン（水土里）子ども絵画コンクール」県議会議長賞受賞[11]
- 2014年（平成26年）- 茨城県教育委員会学力向上推進プロジェクト事業に係る授業力ブラッシュアップ研修（国語）重点校指定[12]
- 2014年（平成26年）- 校舎屋上太陽光パネル設置工事
- 2016年（平成28年）- 「平成28年度歯と口の健康に関するポスターコンクール」小学校の部歯科医師会長賞受賞[13]
- 2016年（平成28年）- 「第68回茨城県統計グラフコンクール」県教育委員会教育長賞受賞[14]
- 2016年（平成28年）- 「第60回茨城県児童生徒科学研究作品展・発明工夫展県南地区展」金賞受賞
- 2016年（平成28年）- 創立40周年記念誌「あゆみ」発行
- 2017年（平成29年）- 体育館非構造部材耐震化工事[3]
- 2017年（平成29年）- 「平成28年度茨城県下水道促進週間コンクール」絵画・ポスター部門県知事賞入選[15]
- 2017年（平成29年）- 「第13期三菱アジア子ども絵日記フェスタ2017-2018」優秀団体賞受賞[16]
- 2018年（平成30年）- プール改修工事[3]
- 2018年（平成30年）- 空調設備、トイレ他改修工事[17]
- 2019年（令和元年）- 阿見町社会福祉協議会会長表彰「福祉に関する作文」優秀賞・優良賞受賞[18]
- 2019年（令和元年）- 「第34回『WE LOVE トンボ』絵画コンクール」小学2年生の部入選[19]
- 2019年（令和元年）- 令和元年度茨城県芸術祭小中学校合唱合奏大会小学校の部出演[20]

## 校章

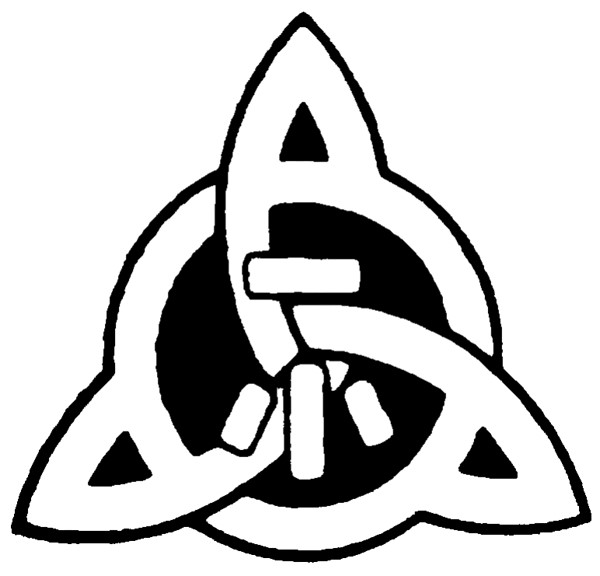
阿見町立阿見第一小学校 校章

阿見町章の中央に「一小」の文字を含めたデザインである。

## 校歌
ヘ長調で、1番から3番までの歌詞で構成されている。
作詞は、茨城県水戸市出身の作詞家である川上宏昭（かわかみ ひろあき）が、作曲は、元茨城県合唱連盟理事長の鈴木良朝（すずき よしとも）が手掛けた。

## 学校経営構想
2019年現在。

### 教育目標
「明(あ)日に未(み)来に生(い)きる力(ち)を育てる」

### 組織目標
「一人一人の学力を向上させる　～楽しく学べる学級づくりを通して～」

### 目指す学校像
- 生きる力を育む学校
  - 今日が楽しく、明日が待ち遠しい学校
  - 思いや夢をかたちにできる学校
  - 保護者にとって安心して児童を託せる学校

### 目指す児童像
- 知・徳・体のバランスのとれた児童
  - [あ]　明るくあいさつをする子
  - [み]　みんなと仲良くする子
  - [い]　一生懸命に勉強する子
  - [ち]　力を合わせて働く子

### 目指す教師像
- 職務に厳しく、互いに仲良く、来訪者にやさしい教師
  - 愛情をもって児童を育てる教師
  - 専門職としての力量を高める教師
  - 職務に責任をもち、協力し合える教師

### 経営の重点
1. 互いのよさを認め合い、自分のよさを発揮できる学級・学校を基盤として、知・徳・体のバランスのとれた児童の育成を目指す。
2. 相互参観やミニ研修を通して力量を高め合い、「チームあみいち」として協働しようとする職員組織を目指す。
3. 児童が将来に夢をもち、自らの未来を描けるよう、「現在（いま）をみる　未来をつくる」学校づくりを目指す。

## 主な学校行事
2017年現在
- 4月 - 新任式、第1学期始業式、入学式、避難訓練、家庭訪問、6年校外学習、歓迎集会、PTA総会・授業参観
- 5月 - 陸上記録会壮行会、町陸上記録会、おやじクラブ「あゆ・どじょうをつかもう会」、1・3年校外学習、6年遠足
- 6月 - プール開き、あいさつ声かけ運動、児童集会、創立記念日（40回）、PTAバザー、2・3・4年校外学習、交通安全教室、地域交流クラブ、5年遠足、学期末PTA
- 7月 - 2年校外学習、たてわり愛校作業、大掃除、着衣泳、第1学期終業式、4～6年学びの広場、二者面談、プール開放
- 8月 - PTA奉仕作業
- 9月 - 第2学期始業式、避難訓練（引き渡し）、運動会
- 10月 - 1・2・3・4年遠足、2年校外学習、町音楽会（5年）、6年宿泊学習、親子ふれあい活動（1・3年）
- 11月 - 1・5・6年校外学習、親子音楽教室（町教育の日）、地域交流クラブ、学期末PTA
- 12月 - 持久走記録会、租税教室（6年）、薬物乱用防止教室（6年）、たてわり愛校作業、大掃除、第2学期終業式
- 1月 - 第3学期始業式、校内書き初め大会、避難訓練、親子ふれあい活動（2・4・5年）、そろばん学習（3年）
- 2月 - 児童集会、校内大縄跳び大会、学年末PTA、たてわり愛校作業
- 3月 - 6年生ありがとう会、卒業を祝う会、たてわり解散式、大掃除、卒業式、修了式、離任式

## 通学区域
- 阿見町[23][24]
  - 阿見（立ノ越・霞台）、岡崎、中郷（中郷東）、青宿（新町）、廻戸、大室（レイクサイドタウン）、中央（白鷺団地）、曙（曙東・曙南）

## 進学先中学校
- 阿見町立竹来中学校[23]

## 校区内の主な施設
- 阿見町立かすみ公民館
- 阿見町商工会
- 阿見青宿郵便局
- 予科練平和記念館
- 雄翔館（予科練記念館）
- 霞ヶ浦平和記念公園（廻戸地区近隣公園）
- 霞ヶ浦高等学校
- 霞ヶ浦高等学校附属中学校
- 茨城県自動車学校土浦校
- 防衛省陸上自衛隊土浦駐屯地
- マイアミショッピングセンター
- 東京医科大学茨城医療センター

## 交通
- 関東鉄道バス停「中郷東」より約230m
- 関東鉄道バス停「岡崎」より約270m
- 関東鉄道バス停「東京医科大学茨城医療センター前」より約400m
- JRバス関東バス停「阿見中央」より約420m
- JRバス関東バス停「防衛庁官舎前」より約430m
- JR東日本常磐線土浦駅より約4,600m
- JR東日本常磐線荒川沖駅より約4,600m